# Aleksiej Mitrofanow
Aleksiej Christoforowicz Mitrofanow (ros. Алексей Христофорович Митрофанов, ur. 24 marca 1879 we wsi Łapino w guberni kałuskiej, zm. 2 września 1941 w Turgojaku w obwodzie czelabińskim) – radziecki polityk, dziennikarz i działacz partyjny.

## Życiorys
Pracował w moskiewskiej fabryce, uczył się w szkole wieczorowej, od 1900 stolarz w zakładzie zbrojeniowym w Permie. Od 1903 działał w SDPRR, członek Permskiego Komitetu SDPRR, w styczniu 1904 aresztowany, w grudniu 1904 zwolniony, w styczniu 1905 aresztowany i zwolniony, w lipcu 1905 ponownie aresztowany a w październiku 1905 zwolniony. Później po raz czwarty aresztowany, zbiegł, w 1907 aresztowany i osadzony w więzieniu na 2 lata, w 1901 aresztowany i 1911 zwolniony, w latach 1912-1913 członek moskiewskiego związku drzewiarzy. W 1915 aresztowany i zesłany pod nadzór policji do Kaługi, następnie do Samary, 19 marca 1917 amnestionowany po rewolucji lutowej, od marca 1917 do 1918 był redaktorem gazety „Priwołżskaja prawda”, od marca 1917 członek Prezydium Samarskiego Związku Robotników Budowlanych i zastępca przewodniczącego Prezydium Samarskiego Centralnego Biura Związków Zawodowych. Od 23 kwietnia do 19 października 1917 przewodniczący Tymczasowego Samarskiego Komitetu Gubernialnego SDPRR(b), od 14 stycznia 1918 przewodniczący Komitetu Miejskiego SDPRR(b)/RKP(b) w Samarze, od lutego 1918 redaktor odpowiedzialny samarskiego wydawnictwa gubernialnego, od 3 kwietnia do sierpnia 1918 przewodniczący samarskiego gubernialnego komitetu RKP(b). Od czerwca 1918 kierownik Sekcji Chłopskiej WCIK, między 1918 a 1919 członek Kolegium Ludowego Komisariatu Rolnictwa RFSRR, redaktor gazety „Gołos trudowogo kriestjanstwa” i redaktor gazety „Krasnyj pachar´". Od 1919 redaktor gazety „Sowietskij Don”, później do 1922 był funkcjonariuszem wojskowym i partyjnym na Syberii i Uralu, uczestnik wojny domowej w Rosji, w latach 1922-1923 ponownie członek Kolegium Ludowego Komisariatu Rolnictwa RFSRR, w latach 1923-1925 kierownik Inspekcji Rolniczej Ludowego Komisariatu Inspekcji Robotniczo-Chłopskiej ZSRR. Do 1924 pracownik Zarządu Wszechrosyjskiego Związku Spółdzielni Rolniczych, od 31 maja 1924 do 26 czerwca 1930 członek Centralnej Komisji Kontrolnej RKP(b)/WKP(b), w latach 1930-1939 dyrektor Moskiewskiego Instytutu Zoologiczno-Weterynaryjnego, między 1939 a 1941 główny strażnik funduszy Instytutu Marksizmu-Leninizmu przy KC WKP(b). W lipcu 1941 ewakuowany z Moskwy do obwodu czelabińskiego, gdzie zmarł.
Delegat na 5, 6 i 7 Zjazdy Rad i na 8 i 9 Zjazdy RKP(b).